# Armando José Francisco Xavier Ferreira Álvares
Armando José Francisco Xavier Ferreira Álvares (Goa, Goa Norte, Bardez, Aldona, Corujém Aldoná, 3 de Setembro de 1893 - 17 de Outubro de 1961) foi um médico e político português.

## Família
Filho de José Filipe Álvares (Goa - 1911), de linhagem Brâmane de Primeiro Goankar brasonada de Margão, que recebia de tributo uma libra de ouro, Advogado (1887), e de sua mulher Eugenia Zenobia da Costa, ambos Goeses católicos.

## Biografia
Médico (1916), Facultativo do Hospital de Margão e Presidente da Câmara Municipal de Salcete.

## Casamento e descendência
Casou e teve dois filhos: 
- José Filipe Ferreira Álvares, Médico (1955) e Especialista em Cirurgia pela Universidade de Nova Iorque
- Carlos Eugénio Carmo da Costa Ferreira Álvares, Licenciado em Economia, Funcionário do Banco de Barodá